# Bull Nakano
Keiko Aoki (jap. 青木 恵子, Aoki Keiko; * 9. Januar 1968 in Kawaguchi, Präfektur Saitama, Japan als Keiko Nakano (中野 恵子), besser bekannt als Bull Nakano (ブル中野, Buru Nakano)) ist eine japanische Golferin und ehemalige Wrestlerin. Sie wurde im Westen vor allem durch ihre Zeit in der World Wrestling Federation (WWF, heute WWE) bekannt.

## Leben

### Japan (1983–1992)
Keiko Nakanos Karriere als Wrestlerin begann bereits im Alter von 15 Jahren bei der japanischen Frauen-Wrestling-Promotion All Japan Women’s Pro-Wrestling. Mit 16 Jahren durfte sie die AJW Junior Championship gewinnen. Etwa um diese Zeit nahm sie den Ringnamen Bull Nakano an. Bereits im Juli 1985 gewann sie mit der AJW Championship den Haupttitel der Promotion, den sie für drei Jahre halten durfte. Sie machte sich vor allem als Heel einen Namen und trat mit ihrer Partnerin Dump Matsumoto auch als Tag-Team-Wrestlerin in Erscheinung. Zusammen gewannen sie die World Women’s Wrestling Association (WWWA) World Tag Team Championship im August 1986. Die beiden traten 1986 auch erstmals für die World Wrestling Federation an.
Nachdem Matsumoto ihre Wrestlingkarriere beendete, teamte Bull Nakano mit anderen. 1987 gewann sie zusammen mit Condor Saito und 1988 mit Grizzly Iwamoto erneut den WWWA-Tag-Team-Titel. 1988 durfte sie das Japan Grand Prix Tournament gewinnen. 1989 hielt sie den All Pacific Championship. Von 1990 bis 1992 war sie außerdem Träger des WWWA World Single Championship. 1992 verließ sie schließlich die Promotion, nachdem die immer spärlicher eingesetzt wurde.

### Amerika (1992–1996)
Ihr erstes Match auf dem amerikanischen Kontinent hatte sie im Juni 1992 in der mexikanischen Liga Consejo Mundial de Lucha Libre. Dort beteiligte sie sich an einer Battle Royal und wurde erster World Women’s Champion der Promotion. Den Titel verlor sie im März 1993.
Anschließend ging sie zur World Wrestling Federation, wo sie eine lang anhaltende Fehde mit der WWF Women’s Championess Alundra Blayze hatte. Das erste Mal trat sie gegen Blayze beim SummerSlam 1994 an, unterlag aber ihrer Kontrahentin. Am 20. November 1994 durfte sie bei der Veranstaltung Big Egg Wrestling Universe der AJW in Tokio den Titel gewinnen. Fünf Monate später verlor sie den Titel wieder an Alundra Blayze. Anschließend war Bertha Faye als Interims-Champion geplant, während Alundra Blayze sich einer Schönheitsoperation unterzog. Bull Nakano sollte als ihre Gegnerin fungieren. Sie wurde jedoch von der Polizei mit Kokain erwischt und von der WWF entlassen.
1995 nahm Bull Nakano an der Großveranstaltung Collision in Korea, einer gemeinsamen Veranstaltung von World Championship Wrestling (WCW) und New Japan Pro-Wrestling (NJPW), die als größter bis dato stattgefundener Wrestling-Event galt. Dort trat sie zusammen mit Akira Hokuto gegen Manami Toyota und Mariko Yoshida an. Anschließend wrestlete Bull Nakano für die WCW und trat dort wieder gegen Blayze an, die die WWF ebenfalls verlassen hatte, und nun wieder unter ihrem Alter Ego Madusa auftrat. Die beiden schätzten sich im privaten Leben sehr.
1997 zog sich Nakano verletzungsbedingt aus dem Wrestling zurück. 2010 heiratete sie den Kickboxer Daisuke Aoki (青木 大輔). Am 8. Januar 2012 erfüllte sie sich jedoch einen Traum und veranstaltete mit Empress ihr eigenes Wrestling-Event, bei dem sie mit alten Weggefährten und Gegnern noch einmal eine Retrospektive auf ihre Karriere gab.

### Golfkarriere
Ab 1998 widmete sie sich dem Golfsport. Nach einigen weniger erfolgreichen Jahren spielt sie seit 2006 in der Ladies Professional Golf Association und durfte an der LPGA Tour 2006 teilnehmen.

## Wrestlingtitel und Ehrungen
- All Japan Women’s Pro-Wrestling
  - AJW Championship (1×)
  - AJW Junior Championship (1×)
  - All Pacific Championship (1×)
  - WWWA World Single Championship (1×)
  - WWWA World Tag Team Championship (3×) – mit Dump Matsumoto (1×), Condor Saito (1×) und Grizzly Iwamoto (1×)
  - Japan Grand Prix (1988)[17]
  - Tag League the Best (1985) – mit Dump Matsumoto[18]
  - AJW Hall of Fame (1998)[19]
- Consejo Mundial de Lucha Libre
  - CMLL World Women’s Championship (1× und erster)
- Wrestling Observer Newsletter
  - Wrestling Observer Newsletter Hall of Fame (Class of 2001)
- World Wrestling Federation
  - WWF Women’s Championship (1×)
  - Slammy Award (1 x)
    - Most Devastating (1994)

  - Hall Of Fame (2024)